# John Robert Jackson
Pour les articles homonymes, voir John Jackson et Jackson.
John Robert Jackson (22 mars 1859-20 janvier 1925) est un homme politique canadien de la Colombie-Britannique. Il est député provincial libéral de la circonscription britanno-colombienne de Greenwood de 1909 à 1916.

## Biographie
Né à Drumheart dans le comté de Cavan en Irlande, Jackson étudie à Corlisbratten. Il s'installe en Ontario en 1871 et en Colombie-Britannique en 1885.
Jackson meurt à Merritt en Colombie-Britannique en novembre 1925 à l'âge de 65 ans.